# Kloster Przemęt
Das auch unter dem Namen Mariensee (Lacus Sanctae Mariae) – nicht identisch mit Kloster Mariensee in Neustadt am Rübenberge  – bekannte Kloster Przemęt (Priment) ([ˈpʃɛmɛnt]) ist eine ehemalige Zisterzienserabtei in Polen. Es lag in der Woiwodschaft Großpolen, pow. Wolsztyn, in der Gemeinde Przemęt.

## Geschichte
Die Stiftung erfolgte im Jahr 1278 in Altkloster (Kaszczor, im Landkreis Wollstein). Es war ein Tochterkloster von Paradyż (Kloster Paradies) aus der Linie von Lehnin in Brandenburg, das sich wiederum über Sittichenbach, Walkenried, Kamp (Altencamp) aus der Filiation der Primarabtei Morimond ableitet. 1285 wurde das Kloster wenige Kilometer östlich nach Fehlen (Wieleń, heute Wieleń Zaobrzański) und 1416 durch König Wladislaus Jagiello nach Przemęt verlegt. 1554 erhielt es seinen ersten polnischen Abt. 1810 (nach anderen Angaben erst 1834) wurde es aufgehoben.

## Bauten und Anlage
Die Kirche, jetzt Pfarrkirche, ist ein unverputzter Ziegelbau, begonnen 1651, geweiht 1696, von Jerzy und Jan Catenazzi, den Vorbildern der italienischen Ordenskirchen der Gegenreformation ziemlich treu angeschlossen (Dehio). Sie wurde als der schönste Kirchenbau der Provinz Posen bezeichnet (Dehio). Sie ist eine dreischiffige, kreuzförmige Basilika mit rechteckigem Chor, Mittel- und Querschiff haben Tonnengewölbe mit Stichkappen, über der Vierung befindet sich eine Stutzkuppel, die Apsiden sind kreuzgewölbt. Die Kirche weist eine reiche Barockausstattung und „maßvolles Stuckwerk“ (Dehio) auf, das Adalberto Bianchi zugeschrieben wird. Die Westfront hatte zwei Türme, der südliche wurde 1792 zerstört und zunächst nicht wieder aufgebaut, der nördliche hat einen geschweiften Helm von 1725.
Die Klausur befindet sich rechts der Kirche; sie datiert von 1604.